# اچ‌ام‌ای‌اس پرث (دی۲۹)
اچ‌ام‌ای‌اس پرث (دی۲۹) (به انگلیسی: HMAS Perth (D29)) یک کشتی بود که طول آن ۵۶۲ فوت ۳٫۸۷۵ اینچ (۱۷۱٫۳۹۶۰۳ متر) بود. این کشتی در سال ۱۹۳۴ ساخته شد.